# 上岡克己
上岡 克己（かみおか かつみ、1950年 - ）は、日本のアメリカ文学者。高知大学教授。

## 略歴
高知県生まれ。東京大学文学部英文科卒業。同大学院人文科学研究科修士課程修了。岡山大学助教授を経て高知大学人文学部教授。

## 著書
- 『『ウォールデン』研究 全体的人間像を求めて』旺史社 1993
- 『森の生活 簡素な生活・高き想い』旺史社 1996
- 『アメリカの国立公園 自然保護運動と公園政策』築地書館 2002

### 共編著
- 『シリーズもっと知りたい名作の世界 ウォールデン』高橋勤共編著 ミネルヴァ書房 2006
- 『レイチェル・カーソン』上遠恵子,原強共編著 ミネルヴァ書房 2007

### 翻訳
- フィリップ・ヴァン・ドーレン・スターン『ヘンリー・デイヴィド・ソーロウ ある反骨作家の生涯』開文社出版 1989
- リチャード・J.シュナイダー『ヘンリー・デイヴィッド・ソーロウ研究』ニューカレントインターナショナル 1993